# Chrystaniwka
Chrystaniwka (ukrainisch Христанівка; russisch Христановка Christanowka) ist ein Dorf im Norden der ukrainischen Oblast Poltawa mit etwa 150 Einwohnern (2001).

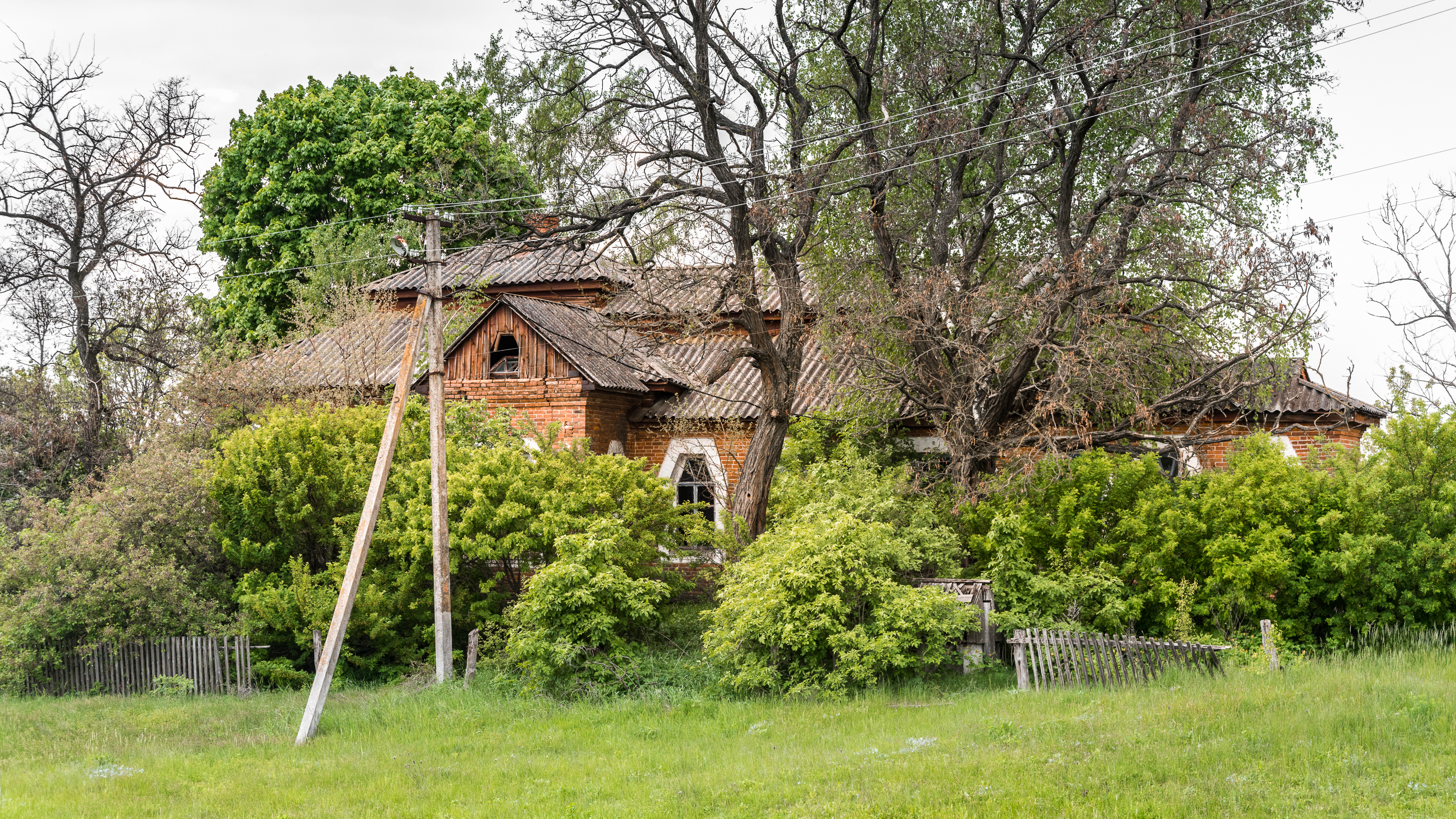
Ehem. Dorfschule 2016

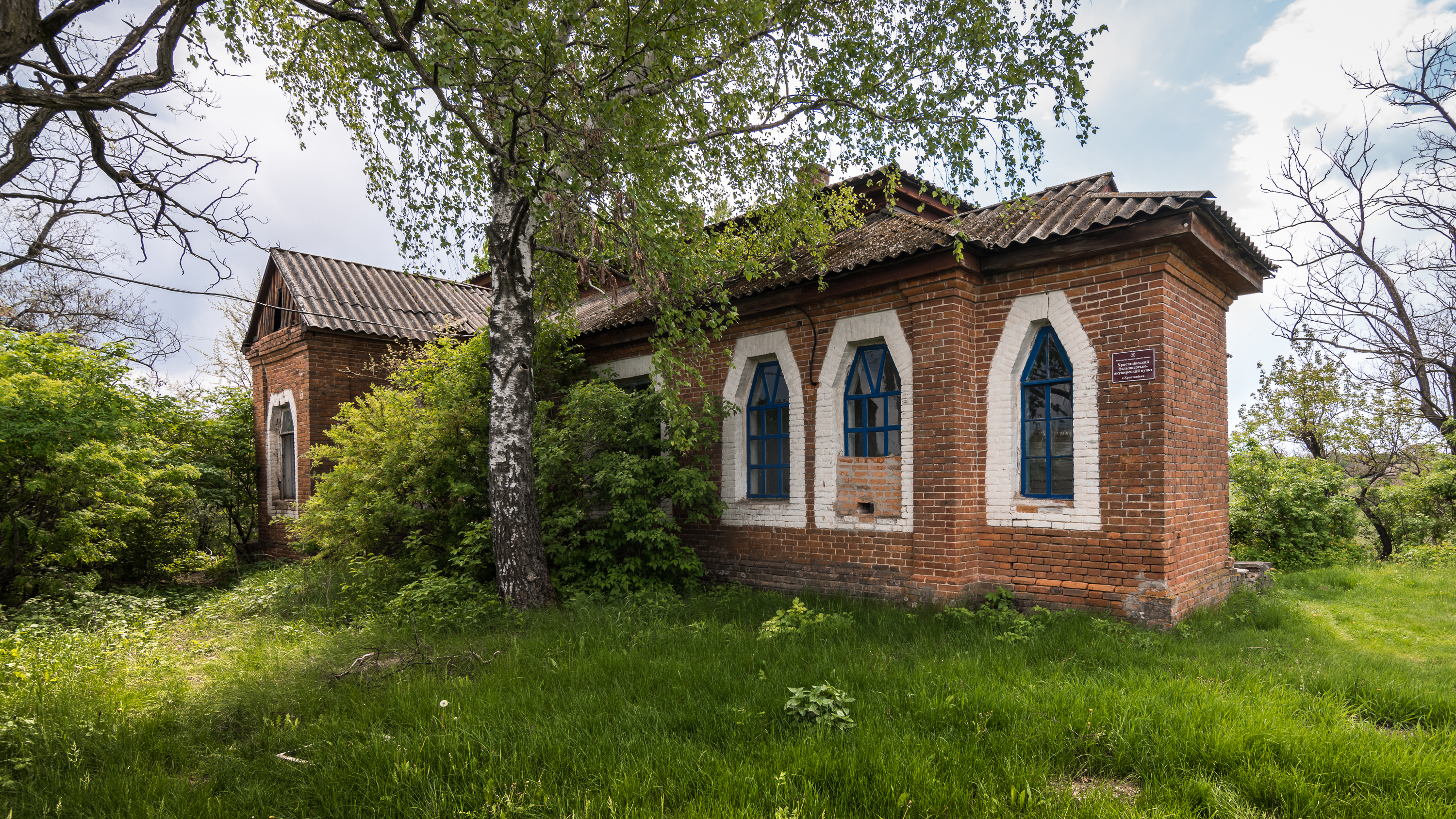
Nahaufnahme des Schulgebäudes

Bei der der Volkszählung 1989 besaß das Dorf noch 249 Einwohner.
Chrystaniwka liegt auf einer Höhe von 148 m am rechten Ufer der Sula, einem 363 km langen, linken Nebenfluss des Dnepr.
Das Dorf befindet sich 4 km südlich vom ehemaligen Gemeindezentrum Wassylky (Васильки), 13 km südöstlich vom ehemaligen Rajonzentrum Lochwyzja und etwa 140 km nordwestlich vom Oblastzentrum Poltawa.
Fünf Kilometer westlich vom Dorf verläuft die Territorialstraße T–17–13.
Im Dorf steht ein 1913 erbautes, denkmalgeschütztes Schulgebäude im Stil der ukrainischen Architekturmoderne, in dem bis 2005 unterrichtet wurde.
Nahe der Ortschaft befindet sich im Sula-Tal das Naturschutzgebiet von nationaler Bedeutung Chrystaniwskyj (Христанівський ландшафтний заказник загальнодержавного значення Chrystaniwskyj landschaftnyj sakasnyk sahalnoderschawnoho snatschennja) mit einer Fläche von 1705,2 Hektar.
Am 1. Juni 2017 wurde das Dorf ein Teil der neugegründeten Stadtgemeinde Lochwyzja, bis dahin war es Teil der Landratsgemeinde Wassylky (Васильківська сільська рада/Wassylkiwska silska rada) im Süden des Rajons Lochwyzja.
Am 17. Juli 2020 kam es im Zuge einer großen Rajonsreform zum Anschluss des Rajonsgebietes an den Rajon Myrhorod.